# Sphagnum ericetorum
Sphagnum ericetorum är en bladmossart som beskrevs av Bridel 1806. Sphagnum ericetorum ingår i släktet vitmossor, och familjen Sphagnaceae. Inga underarter finns listade i Catalogue of Life.